# حراس الهواء
حرّاس الهواء رواية للصحافية والروائية السورية روز اياسين حسن. صدرت الرواية لأوّل مرة عام 2009 عن «دار الكوكب» الشقيقة لدار الريّس للكتب والنشر في بيروت. ودخلت في القائمة الطويلة للجائزة العالمية للرواية العربية لعام 2010، المعروفة باسم «جائزة بوكر العربية».

## حول الرواية
تحاول «روز اياسين حسن» من خلال روايتها هذه أن تروي سيرة سجين سياسي يتعرّض للتعذيب على يد أجهزة أمن النظام السوري. تركّز الرواية على انهيار علاقة السجين بحبيبته ويلقي الضوء على معانات السجناء الناتجة عن احتباسهم والبعد عن أحبائهم والقلق اليومي، وهي كلها أسباب تؤدي إلى أن يطفأ نار الهوى وأن تتدنّس كرامة الإنسان. الراوي هي بطلة الراوية التي تعمل في سفارة أجنبية مع طالبي اللجوء السياسي وتتأمل معانات الشباب المضطهدين المنتمين إلى منظمات وهيئات سياسية أو اجتماعية محظورة في بلادهم التي ولدوا فيها حيث تمارس الأنظمة العربية القمعية شتى أشكال التهديد والتعذيب تجاه كل من يخالفها.